# Sergio Parisse
Sergio Parisse (ur. 12 września 1983 w La Placie w Argentynie) – włoski rugbysta pochodzenia argentyńskiego, występujący w Stade Français. Wieloletni kapitan włoskiej drużyny narodowej. Jako pierwszy włoski gracz był we wrześniu 2008 nominowany przez IRB do nagrody „Zawodnika Roku”.
W drużynie narodowej debiutował w czerwcu 2002. Został powołany przez Johna Kirwana na mecz z Nową Zelandią. Włosi przegrali 10:64. Swoje pierwsze punkty zdobył podczas meczu z Kanadą podczas Pucharu Świata w 2003.
Z uwagi na poważną kontuzję stawu kolanowego stracił większość sezonu 2009/2010. Nie wystąpił również z tego powodu na Pucharze Sześciu Narodów w 2010.
Jego ojciec grał na pozycji skrzydłowego we włoskim zespole L’Aquila; w 1967 zdobył z nim mistrzostwo Włoch.
Parisse był żonaty z byłą Miss Francji i Miss Europe z 2006 – Alexandrą Rosenfeld, z którą rozwiódł się w 2013 roku. W 2014 roku ożenił się z Silvią Bragazzi.